# 徴税と窃盗

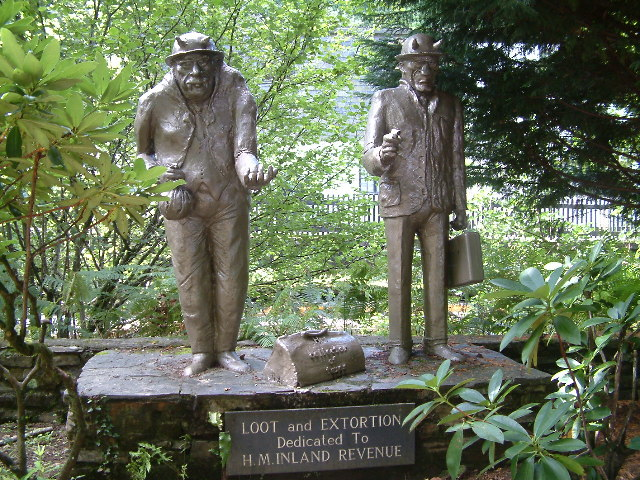
『ぱくりとゆすり』（イギリスの内国歳入庁をからかった彫刻）

徴税と窃盗（ちょうぜいとせっとう）の同一視は政治哲学の世界においてよく見られる。この観点に立つと、強制的に税を徴収する政府は財産権を侵害していることになる。アウタルキズム（自給自足主義）、アナルコ・キャピタリズム（無政府資本主義）、オブジェクティビズム(客観主義)の信奉者、最小国家主義者の多くが、徴税は非侵害原理に逆らうものと考えている。
19世紀、ライサンダー・スプーナーは徴税は多くの場合脅迫により強制的に行われるため、強盗であると述べた。マレー・ロスバードは『自由の倫理学』において、徴税が窃盗であると断じ、それゆえタックス・レジスタンス（課税への抵抗）は合法であると述べた。「自分の家にやってきて貴重品はどこかと聞いてくる泥棒に対して、道義的に本当のことを答えなければならないはずがない。つまり、国家が同じことをしてきても道義的に本当のことなど答える必要はないのである。たとえば、所得税申告書を記入するときだってそうだ」。
ふつう徴税を肯定する人間はそういった権利の侵害は起きていないと主張する。「窃盗」はそもそも統治機構という文脈のなかで捉えられなければならないというのである。あるいは徴税は社会契約のなかに含まれるという者もいる。徴税は公共財（つまり法と秩序、運輸･通信・エネルギー・インフラ）の資金として必要だという考え方も一般的である。しかし経済学者のなかには徴税がもつ富の再分配という性質に注目し、それが窃盗にきわめて似通ったものであることを指摘するとともに、まさに国のGDPに対する大きな負の影響を及ぼしているという者もいる。
ジョン・ロックに連なる古典的なリベラリズムの流れのなかでも、徴税は窃盗としてみなしうる。『統治二論』でのロックは、権力は統治される側との合意によって生じるものであり、支配者があるとき偶然に産まれるわけではないという立場にある。L.K.サミュエルスは『支配者のパラドックス』のなかで、市民はあらゆる権利を有するために、行政体は議員の選挙を通じて自らの権限を被治者たる社会の側から引き出すと論じている。つまりサミュエルスによれば市民は自らが有する権利をただ与えることしかできない。支配者のパラドックスが現前し始めるのは、行政体がそもそも市民が持っていない権利や持つことが出来ない権利を行使するときなのだ。彼によれば、「もし一般市民が有罪となることなく暗殺し、窃盗・監禁・拷問・誘拐・盗聴を行えるとしたら、その権限は政策決定という武器を民主的に保管する政府に委譲されうるということである」。ロック的な自然権の原理からいえば徴税は窃盗とみなされるがゆえに、政府は自分たちの窃盗する権利を市民から獲得しなけらばならないのである。